# Cúp bóng đá châu Á 2019
Cúp bóng đá châu Á 2019 (tiếng Anh: 2019 AFC Asian Cup) là Cúp bóng đá châu Á lần thứ 17, với chu kỳ 4 năm 1 lần, do Liên đoàn bóng đá châu Á (AFC) tổ chức. Giải đấu được tổ chức tại Các Tiểu vương quốc Ả Rập Thống nhất (UAE) từ ngày 5 tháng 1 đến ngày 1 tháng 2 năm 2019. Để giành được quyền đăng cai giải đấu này, UAE đã vượt qua Iran và thuyết phục được AFC trao quyền tổ chức giải đấu danh giá nhất châu lục. Đây là lần thứ 2, UAE giành quyền đăng cai giải đấu này (sau lần đầu tiên vào năm 1996).
Cúp bóng đá châu Á 2019 là kỳ Cúp bóng đá châu Á đầu tiên có 24 đội tranh tài, được mở rộng từ số lượng 16 đội áp dụng từ năm 2004 đến 2015. Theo thể thức mới này, các đội bóng lọt vào vòng chung kết thi đấu vòng bảng gồm 6 bảng bốn đội, tiếp theo là vòng loại trực tiếp gồm 16 đội. Vòng loại của giải đấu này đồng thời là vòng loại giải vô địch bóng đá thế giới 2018. Giải tăng số đội tham dự từ 16 lên 24 để tạo cơ hội cho các đội bóng trình độ trung bình được tham dự vòng chung kết. Đây sẽ là lần đầu tiên giải áp dụng hệ thống video hỗ trợ trọng tài (VAR), bắt đầu từ vòng tứ kết.
Đương kim vô địch giải đấu là đội tuyển Úc bị đội chủ nhà UAE đánh bại ở tứ kết. Qatar lần đầu tiên vô địch Asian Cup khi thắng Nhật Bản 3-1 trong trận chung kết. Đây cũng là lần đầu tiên Nhật Bản nhận ngôi á quân của giải sau khi toàn thắng trong cả bốn lần lọt vào chung kết của Cúp Châu Á trước đó.

## Lựa chọn chủ nhà
Các thủ tục đăng cai và mốc thời gian cho Cúp bóng đá châu Á 2019 được phê duyệt tại Đại hội AFC vào ngày 28 tháng 11 năm 2012. Tên quốc gia đăng cai ban đầu dự tính được công bố tại đại hội AFC vào tháng 6, sau đó là tháng 11 năm 2014. Tuy nhiên, tại lễ kỷ niệm 60 năm thành lập vào cuối năm 2014, AFC đã chuyển sang 'ngày mùa hè 2015' để công bố quốc gia đăng cai.
Vào tháng 1 năm 2015, tổng thư ký AFC Alex Soosay phát biểu rằng Iran và Các Tiểu vương quốc Ả Rập Thống nhất là hai ứng viên đăng cai còn lại cho Cúp bóng đá châu Á 2019 và cho biết nước chủ nhà sẽ được công bố vào tháng 3 năm 2015.
Ngày 9 tháng 3 năm 2015, AFC công bố nước chủ nhà giải đấu trong một cuộc họp Ban chấp hành AFC ở Manama, Bahrain.

## Các đội tuyển

### Vòng loại

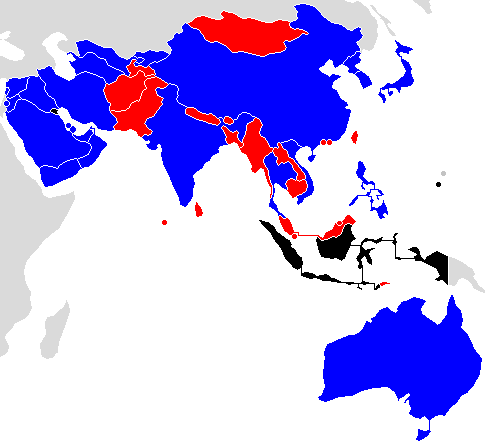
Vượt qua vòng loại Cúp bóng đá châu Á
Không vượt qua vòng loại
Bị cấm thi đấu hoặc rút lui
Không phải là thành viên AFC

Vòng loại Cúp bóng đá châu Á 2019 xác định 24 đội tuyển tham gia giải đấu. Trong năm 2014, Ủy ban thi đấu AFC phê chuẩn đề xuất hợp nhất  vòng loại của Giải vô địch bóng đá thế giới với Cúp bóng đá châu Á. Cấu trúc vòng loại mới đã diễn ra trong ba giai đoạn, hai vòng đầu tiên sáp nhập với vòng loại Giải vô địch bóng đá thế giới 2018. Ở vòng 1, các đội tuyển được xếp hạng thấp nhất được thi đấu trên sân nhà và sân khách trong hai lượt để giảm tổng số đội đến 40 đội. Sang vòng 2, 40 đội tuyển được chia thành 8 bảng 5 đội để thi đấu vòng tròn 2 lượt trên sân nhà và sân khách, nơi 8 đội nhất bảng và 4 đội nhì bảng tốt nhất sẽ lọt vào vòng loại thứ 3 World Cup cũng như được vào thẳng vòng chung kết của Asian Cup 2019. Trong vòng 3, 24 đội bị loại còn lại ở vòng loại thứ hai World Cup có thành tích tốt nhất từ vòng 2 đã được chia thành 6 bảng 4 đội và cạnh tranh cho 12 suất còn lại của Cúp bóng đá châu Á 2019. Vòng sơ loại đầu tiên của vòng loại đã diễn ra vào ngày 12 tháng 3 năm 2015, và trận đấu cuối cùng của vòng 3 đã diễn ra vào ngày 27 tháng 3 năm 2018.

### Các đội tuyển vượt qua vòng loại
Ấn Độ, Syria, Thái Lan và Turkmenistan vượt qua vòng loại để giành quyền tham dự giải đấu sau khi vắng mặt ở một số kỳ Asian Cup kéo dài từ năm 2004 đến 2015. Liban và Việt Nam lần đầu tiên vượt qua vòng loại sau khi từng tham gia các vòng chung kết với tư cách chủ nhà, lần lượt vào năm 2000 và 2007. Đối với Việt Nam, đây là lần thứ hai họ tham dự AFC Asian Cup sau khi vượt qua vòng loại với tư cách là một quốc gia thống nhất (trước đó là vào kỳ Asian Cup năm 2007), trước đó tham gia với tư cách là Việt Nam Cộng hòa trong hai lần (1956 và 1960). Đây cũng là lần đầu tiên Yemen giành quyền tham dự AFC Asian Cup với tư cách là một quốc gia thống nhất, do FIFA và AFC cho phép sự tham gia của Nam Yemen vào năm 1976. Ngoài Yemen, Philippines và Kyrgyzstan cũng đánh dấu lần đầu tiên vượt qua vòng loại để tham dự Cúp bóng đá châu Á.
Tajikistan, cùng với quốc gia thành viên CAFA Afghanistan, là hai quốc gia duy nhất trong hiệp hội không vượt qua vòng loại giải đấu. Iran tham dự Asian Cup lần đầu tiên với tư cách là thành viên của CAFA, những năm trước đó là WAFF. Malaysia và Indonesia, hai trong 4 đồng chủ nhà của giải đấu năm 2007, đều không vượt qua vòng loại Asian Cup, vì Malaysia đã kết thúc quá trình vòng loại của họ với chỉ một điểm sau sáu trận đấu; trong khi Indonesia bị cấm tham gia vòng loại do căng thẳng trong nội bộ PSSI. Kuwait là quốc gia duy nhất trong thế giới Ả Rập không đủ điều kiện tham dự Asian Cup, vì đội này cũng bị cấm tham gia vòng loại do lệnh trừng phạt của FIFA. Ấn Độ vẫn là đội Nam Á duy nhất giành quyền tham gia giải đấu. Vào ngày 13 tháng 11 năm 2018, Liên đoàn bóng đá châu Á đã cảnh báo chính phủ Iran ngừng can thiệp vào hiệp hội bóng đá của đất nước, nếu không họ có thể phải đối mặt với các lệnh trừng phạt trước khi các trận đấu của Asian Cup bắt đầu vào tháng 1.
Dưới đây là 24 đội tuyển tham dự vòng chung kết:
| Đội tuyển         | Tư cách vượt qua vòng loại | Ngày vượt qua vòng loại | Tham dự chung kết | Tham dự cuối cùng | Thành tích tốt nhất lần trước            | Bảng xếp hạng FIFA tháng 12-2018 |
| ----------------- | -------------------------- | ----------------------- | ----------------- | ----------------- | ---------------------------------------- | -------------------------------- |
| UAE               | Chủ nhà                    | 9 tháng 3 năm 2015      | 10 lần            | 2015              | Á quân (1996)                            | 79                               |
| Qatar             | Nhất bảng C (vòng 2)       | 17 tháng 11 năm 2015    | 10 lần            | 2015              | Tứ kết (2000, 2011)                      | 93                               |
| Hàn Quốc          | Nhất bảng G (vòng 2)       | 13 tháng 1 năm 2016     | 14 lần            | 2015              | Vô địch (1956, 1960)                     | 53                               |
| Nhật Bản          | Nhất bảng E (vòng 2)       | 24 tháng 3 năm 2016     | 9 lần             | 2015              | Vô địch (1992, 2000, 2004, 2011)         | 50                               |
| Thái Lan          | Nhất bảng F (vòng 2)       | 24 tháng 3 năm 2016     | 7 lần             | 2007              | Hạng ba (1972)                           | 118                              |
| Ả Rập Xê Út       | Nhất bảng A (vòng 2)       | 24 tháng 3 năm 2016     | 10 lần            | 2015              | Vô địch (1984, 1988, 1996)               | 69                               |
| Úc                | Nhất bảng B (vòng 2)       | 29 tháng 3 năm 2016     | 4 lần             | 2015              | Vô địch (2015)                           | 41                               |
| Uzbekistan        | Nhất bảng H (vòng 2)       | 29 tháng 3 năm 2016     | 7 lần             | 2015              | Hạng tư (2011)                           | 95                               |
| Iran              | Nhất bảng D (vòng 2)       | 29 tháng 3 năm 2016     | 14 lần            | 2015              | Vô địch (1968, 1972, 1976)               | 29                               |
| Syria             | Nhì bảng E (vòng 2)        | 29 tháng 3 năm 2016     | 6 lần             | 2011              | Vòng bảng (1980, 1984, 1988, 1996, 2011) | 74                               |
| Iraq              | Nhì bảng F (vòng 2)        | 29 tháng 3 năm 2016     | 9 lần             | 2015              | Vô địch (2007)                           | 88                               |
| Trung Quốc        | Nhì bảng C (vòng 2)        | 29 tháng 3 năm 2016     | 12 lần            | 2015              | Á quân (1984, 2004)                      | 76                               |
| Palestine         | Nhì bảng D (vòng 3)        | 10 tháng 10 năm 2017    | 2 lần             | 2015              | Vòng bảng (2015)                         | 99                               |
| Oman              | Nhất bảng D (vòng 3)       | 10 tháng 10 năm 2017    | 4 lần             | 2015              | Vòng bảng (2004, 2007, 2015)             | 82                               |
| Ấn Độ             | Nhất bảng A (vòng 3)       | 11 tháng 10 năm 2017    | 4 lần             | 2011              | Á quân (1964)                            | 97                               |
| Liban             | Nhất bảng B (vòng 3)       | 10 tháng 11 năm 2017    | 2 lần             | 2000              | Vòng bảng (2000)                         | 81                               |
| Turkmenistan      | Nhì bảng E (vòng 3)        | 14 tháng 11 năm 2017    | 2 lần             | 2004              | Vòng bảng (2004)                         | 127                              |
| Jordan            | Nhất bảng C (vòng 3)       | 14 tháng 11 năm 2017    | 4 lần             | 2015              | Tứ kết (2004, 2011)                      | 109                              |
| Bahrain           | Nhất bảng E (vòng 3)       | 14 tháng 11 năm 2017    | 6 lần             | 2015              | Hạng tư (2004)                           | 113                              |
| Việt Nam          | Nhì bảng C (vòng 3)        | 14 tháng 11 năm 2017    | 2 lần             | 2007              | Tứ kết (2007)                            | 94                               |
| Kyrgyzstan        | Nhì bảng A (vòng 3)        | 22 tháng 3 năm 2018     | 1 lần             | Lần đầu           | Không                                    | 91                               |
| CHDCND Triều Tiên | Nhì bảng B (vòng 3)        | 27 tháng 3 năm 2018     | 5 lần             | 2015              | Hạng tư (1980)                           | 109                              |
| Philippines       | Nhất bảng F (vòng 3)       | 27 tháng 3 năm 2018     | 1 lần             | Lần đầu           | Không                                    | 116                              |
| Yemen             | Nhì bảng F (vòng 3)        | 27 tháng 3 năm 2018     | 1 lần             | Lần đầu           | Không                                    | 135                              |

1 Việt Nam đã tham dự thêm 2 lần vào các năm 1956 và 1960 với tư cách là Việt Nam Cộng hòa (Miền Nam Việt Nam).
2 Yemen đủ điều kiện một lần tham dự Cúp bóng đá châu Á 1976 với tư cách là Nam Yemen, nhưng theo FIFA và AFC, các kỷ lục lần trước của Yemen đã đăng ký là Bắc Yemen thay thế.

### Bốc thăm

Burj Khalifa, vị trí của lễ bốc thăm vòng chung kết

Lễ bốc thăm diễn ra vào ngày 4 tháng 5 năm 2018, lúc 19:30 GST, tại khách sạn Armani ở Burj Khalifa, Dubai. Bảng xếp hạng FIFA tháng 4 năm 2018 được sử dụng làm cơ sở cho việc xếp hạt giống. 12 đội lọt vào vòng 3 của quá trình Vòng loại FIFA World Cup 2018 được xếp vào các nhóm 1 và 2 trong khi các đội tuyển còn lại được vượt qua Vòng loại thứ 3 Asian Cup 2019 được phân bổ vào các nhóm còn lại. Với tư cách chủ nhà, Các Tiểu vương quốc Ả Rập Thống nhất được xếp làm hạt giống nhóm 1. 24 đội tuyển đã được chia thành 6 bảng 4 đội, với đội chủ nhà được đặt ở vị trí A1. Bốn cầu thủ châu Á nổi tiếng: Ali Daei, Sun Jihai, Sunil Chhetri và Phil Younghusband đã được lựa chọn làm các hạt giống.
| Nhóm 1                                                                                      | Nhóm 2                                                                                    | Nhóm 3                                                                                  | Nhóm 4 |
| ------------------------------------------------------------------------------------------- | ----------------------------------------------------------------------------------------- | --------------------------------------------------------------------------------------- | --- |
| UAE (81) (chủ nhà) · Iran (36) · Úc (40) · Nhật Bản (60) · Hàn Quốc (61) · Ả Rập Xê Út (70) | Trung Quốc (73) · Syria (76) · Uzbekistan (88) · Iraq (88) · Qatar (101) · Thái Lan (122) | Kyrgyzstan (75) · Liban (82) · Palestine (83) · Oman (87) · Ấn Độ (97) · Việt Nam (103) | CHDCND Triều Tiên (112) · Philippines (113) · Bahrain (116) · Jordan (117) · Yemen (125) · Turkmenistan (129) |

### Đội hình
Mỗi đội tuyển phải đăng ký một đội hình với tối thiểu 18 cầu thủ và tối đa 23 cầu thủ, 3 cầu thủ trong số đó phải là thủ môn.

## Trọng tài

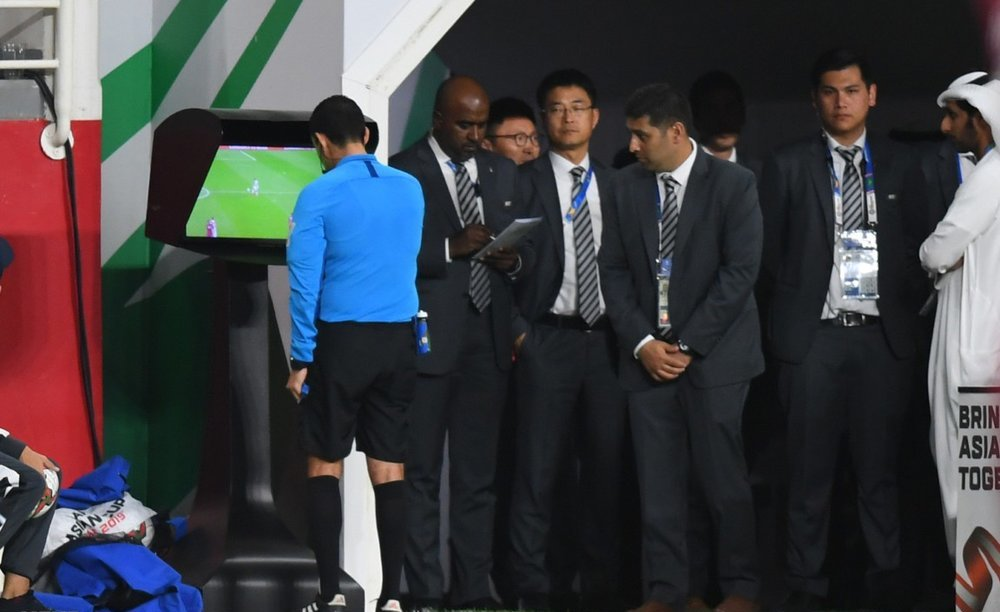
Trợ lý trọng tài video trong trận bán kết giữa Qatar và UAE

Ngày 5 tháng 12 năm 2018, AFC đã công bố danh sách 30 trọng tài, 30 trợ lý trọng tài, hai trọng tài dự bị và hai trợ lý trọng tài dự bị, bao gồm một trọng tài và hai trợ lý trọng tài từ CONCACAF cho giải đấu này. Trợ lý trọng tài video (VAR) chỉ được sử dụng từ vòng tứ kết trở đi. Trong mỗi trận đấu, trọng tài và các trợ lý của ông được kèm theo hai trợ lý trọng tài bổ sung đóng quân bên cạnh khung thành của mỗi đội.
Trọng tài
| Country      | Referee                         | Match assigned |
| ------------ | ------------------------------- | --- |
| Australia    | Chris Beath                     | Bahrain - Thailand (Group A) Lebanon - North Korea (Group E) Iran - Japan (Semi finals)                                                         |
| Australia    | Peter Green                     | Saudi Arabia - North Korea (Group E) |
| Bahrain      | Nawaf Shukralla                 | South Korea - Philippines (Group C) Oman - Turkmenistan (Group F)                                                                               |
| China        | Fu Ming                         | Yemen - Iraq (Group D) UAE - Kyrgyzstan (Round of 16)                                                                                           |
| China        | Ma Ning                         | Qatar - Lebanon (Group E) |
| Hong Kong    | Liu Kwok Man                    | Thailand - India (Group A) |
| Iran         | Alireza Faghani                 | Japan - Turkmenistan (Group F) Jordan - Vietnam (Round of 16)                                                                                   |
| Iraq         | Ali Sabah                       | Lebanon - Saudi Arabia (Group E) |
| Iraq         | Mohanad Qasim Sarray            | Palestine - Jordan (Group B) |
| Japan        | Hiroyuki Kimura                 | Philippines - China (Group C) |
| Japan        | Ryuji Sato                      | Iran - Yemen (Group D) UAE - Thailand (Group A) South Korea - Bahrain (Round of 16) UAE - Australia (Quarter-finals)                            |
| Jordan       | Adham Makhadmeh                 | UAE - Bahrain (Group A) |
| South Korea  | Kim Dong-jin                    | Jordan - Syria (Group B) Saudi Arabia - Qatar (Group E)                                                                                         |
| South Korea  | Ko Hyung-jin                    | Uzbekistan - Oman (Group F) |
| Malaysia     | Mohd Amirul Izwan Yaacob        | Oman - Japan (Group F) |
| Mexico       | César Ramos                     | India - UAE (Group A) Australia - Syria (Group B) Iran - Oman (Round of 16) Qatar - UAE (Semi finals)                                           |
| Oman         | Ahmed Al-Kaf                    | Australia - Jordan (Group B) Vietnam - Yemen (Group D)                                                                                          |
| Qatar        | Abdulrahman Al-Jassim           | Iraq - Vietnam (Group D) South Korea - China (Group C) Australia - Uzbekistan (Round of 16) China - Iran (Quarter-finals)                       |
| Qatar        | Khamis Al-Marri                 | Kyrgyzstan - South Korea (Group C) |
| Saudi Arabia | Turki Al-Khudhyr                | Kyrgyzstan - Philippines (Group C) |
| Singapore    | Muhammad Taqi                   | Vietnam - Iran (Group D) Qatar - Iraq (Round of 16)                                                                                             |
| Sri Lanka    | Hettiakankanamge Perera         | North Korea - Qatar (Group E) |
| UAE          | Ammar Al-Jeneibi                | Turkmenistan - Uzbekistan (Group F) |
| UAE          | Mohammed Abdulla Hassan Mohamed | China - Kyrgyzstan (Group C) Japan - Uzbekistan (Group F) Thailand - China (Round of 16) Vietnam - Japan (Quarter-finals)                       |
| Uzbekistan   | Ravshan Irmatov                 | Syria - Palestine (Group B) Iran - Iraq (Group D) Japan - Saudi Arabia (Round of 16) South Korea - Qatar (Quarter-finals) Japan - Qatar (Final) |
| Uzbekistan   | Valentin Kovalenko              | Palestine - Australia (Group B) |
| Uzbekistan   | Ilgiz Tantashev                 | India - Bahrain (Group A) |

Trợ lý trọng tài
| - Matthew Cream - Anton Shchetinin - Mohamed Salman - Yaser Tulefat - Cao Yi - Huo Weiming | - Mohammadreza Mansouri - Reza Sokhandan - Mihara Jun - Yamauchi Hiroshi - Mohammad Al-Kalaf - Ahmad Al-Roalle | - Park Sang-jun - Yoon Kwang-yeol - Sergei Grishchenko - Mohd Yusri Muhamad - Mohamad Zainal Abidin - Miguel Hernández | - Alberto Morín - Abu Bakar Al-Amri - Rashid Al-Ghaithi - Saud Al-Maqaleh - Taleb Al-Marri - Mohammed Al-Abakry | - Ronnie Koh Min Kiat - Palitha Hemathunga - Mohamed Al-Hammadi - Hasan Al-Mahri - Abdukhamidullo Rasulov - Jakhongir Saidov |

Trợ lý trọng tài video
| - Paolo Valeri | - Danny Makkelie |

Trọng tài dự bị
Trợ lý trọng tài dự bị
| - Ali Ubaydee | - Priyanga Palliya Guruge |

## Địa điểm thi đấu
Sau khi được trao quyền đăng cai, ban đầu UAE đã chọn sáu sân vận động đăng cai giải đấu: sân vận động Thành phố Thể thao Zayed và sân vận động Mohammed bin Zayed ở Abu Dhabi, sân vận động Hazza bin Zayed và sân vận động Khalifa bin Zayed ở Al Ain, sân vận động Al Ahli và sân vận động DSC ở Dubai. Sau đó, hai sân vận động ở Dubai đã bị bỏ do vấn đề tài chính và được thay thế bằng sân vận động Al Maktoum và sân vận động Rashid cũng ở Dubai.
Sau Cúp bóng đá châu Á 2015, AFC quyết định tăng số lượng đội từ 16 lên 24, học theo mô hình giải vô địch bóng đá châu Âu 2016. Do đó, nhiều sân vận động sắp được lựa chọn và xây dựng lại, trong đó Sharjah và Abu Dhabi giành được quyền có nhiều sân vận động hơn cho giải đấu. Sân vận động Sharjah và sân vận động Al Nahyan đã được chọn sau đó, nâng số lượng sân vận động lên tám sân.
Tám địa điểm được sử dụng là sân vận động Thành phố Thể thao Zayed, sân vận động Mohammed bin Zayed, và sân vận động Al Nahyan ở Abu Dhabi, sân vận động Hazza bin Zayed và sân vận động Khalifa bin Zayed ở Al Ain, sân vận động Al Maktoum và sân vận động Rashid ở Dubai, và sân vận động Sharjah ở Sharjah.
| Abu Dhabi                             | Abu Dhabi                          | Abu Dhabi                          |
| ------------------------------------- | ---------------------------------- | ---------------------------------- |
| Sân vận động Thành phố Thể thao Zayed | Sân vận động Mohammed bin Zayed    | Sân vận động Al Nahyan             |
| Sức chứa: 43.206 (mở rộng)            | Sức chứa: 37.500                   | Sức chứa: 12.201 (mở rộng)         |
|                                       |                                    |                                    |
| Dubai                                 | Cúp bóng đá châu Á 2019 (Thế giới) | Cúp bóng đá châu Á 2019 (Thế giới) |
| Sân vận động Rashid                   | Cúp bóng đá châu Á 2019 (Thế giới) | Cúp bóng đá châu Á 2019 (Thế giới) |
| Sức chứa: 12.000 (mở rộng)            | Cúp bóng đá châu Á 2019 (Thế giới) | Cúp bóng đá châu Á 2019 (Thế giới) |
|                                       | Cúp bóng đá châu Á 2019 (Thế giới) | Cúp bóng đá châu Á 2019 (Thế giới) |
| Dubai                                 | Cúp bóng đá châu Á 2019 (Thế giới) | Cúp bóng đá châu Á 2019 (Thế giới) |
| Sân vận động Al Maktoum               | Cúp bóng đá châu Á 2019 (Thế giới) | Cúp bóng đá châu Á 2019 (Thế giới) |
| Sức chứa: 15.058 (cải tạo)            | Cúp bóng đá châu Á 2019 (Thế giới) | Cúp bóng đá châu Á 2019 (Thế giới) |
|                                       | Cúp bóng đá châu Á 2019 (Thế giới) | Cúp bóng đá châu Á 2019 (Thế giới) |
| Al Ain                                | Al Ain                             | Sharjah                            |
| Sân vận động Hazza bin Zayed          | Sân vận động Khalifa bin Zayed     | Sân vận động Sharjah               |
| Sức chứa: 25.053                      | Sức chứa: 12.000                   | Sức chứa: 12.000                   |
|                                       |                                    |                                    |

## Thể thức
Chỉ có chủ nhà sẽ nhận được một vé vào thẳng vòng chung kết, 23 đội tuyển khác sẽ đủ điều kiện tham dự thông qua việc thi đấu vòng loại.
Tại vòng chung kết, 24 đội tuyển sẽ được chia thành sáu bảng, mỗi bảng bốn đội. Các đội tuyển trong mỗi bảng thi đấu vòng tròn một lượt. Sau vòng bảng, hai đội đứng đầu mỗi bảng và bốn đội tuyển xếp thứ ba có thành tích tốt nhất sẽ lọt vào các vòng loại trực tiếp, bao gồm vòng 16 đội, tứ kết, bán kết và chung kết. Thể thức này được áp dụng giống hệt giải vô địch bóng đá châu Âu 2016. Nó cũng tương tự các giải vô địch bóng đá thế giới 1986, 1990 và 1994, ngoại trừ việc không có trận tranh hạng ba.

## Lịch thi đấu
AFC công bố lịch thi đấu chính thức vào ngày 7 tháng 5 năm 2018. Sân vận động Thành phố Thể thao Zayed, một trong ba sân vận động ở Abu Dhabi, tổ chức cả hai trận khai mạc và trận chung kết. Ít nhất 5 trận đấu sẽ được phân bổ cho từng địa điểm, với mỗi sân tổ chức ít nhất một trận đấu ở vòng đấu loại trực tiếp. Vòng bán kết sẽ diễn ra vào những ngày khác nhau ở Abu Dhabi và Dubai. Không có thành phố nào tổ chức hai trận đấu trong cùng một ngày – ngoại trừ ở lượt trận cuối cùng của vòng bảng khi việc 2 trận được diễn ra cùng lúc là bắt buộc.

## Vòng bảng
Hai đội đứng đầu của mỗi bảng và 4 đội xếp thứ ba có thành tích tốt nhất giành quyền vào vòng 16 đội.
Tất cả các thời gian theo giờ địa phương, GST (UTC+4).

### Các tiêu chí
Các đội được xếp hạng theo điểm (3 điểm cho đội thắng, 1 điểm cho đội hòa, 0 điểm cho đội thua), và nếu bằng điểm, các ttiêu chí sau đây được áp dụng, theo thứ tự đưa ra, để xác định thứ hạng:
1. Điểm trong các trận đấu đối đầu giữa các đội bằng điểm;
2. Hiệu số bàn thắng thua trong các trận đấu đối đầu giữa các đội bằng điểm;
3. Tỷ số trong các trận đấu đối đầu giữa các đội bằng điểm;
4. Nếu có nhiều hơn hai đội bằng điểm, và sau khi áp dụng tất cả các tiêu chí đối đầu ở trên, một nhóm nhỏ các đội vẫn còn bằng điểm nhau, tất cả các tiêu chí đối đầu ở trên được áp dụng riêng cho nhóm nhỏ này;
5. Hiệu số bàn thắng trong tất cả các trận đấu bảng;
6. Tỷ số trong tất cả các trận đấu bảng;
7. Sút luân lưu nếu chỉ có hai đội bằng điểm và họ gặp nhau trong lượt trận cuối cùng của bảng;
8. Điểm fair-play (thẻ vàng = –1 điểm, thẻ đỏ gián tiếp = –3 điểm, thẻ đỏ trực tiếp = –3 điểm, thẻ vàng tiếp theo là thẻ đỏ trực tiếp = –4 điểm);
9. Bốc thăm.

### Bảng A
| VT | Đội      | ST | T | H | B | BT | BB | HS | Đ | Giành quyền tham dự                     |
| -- | -------- | -- | - | - | - | -- | -- | -- | - | --------------------------------------- |
| 1  | UAE (H)  | 3  | 1 | 2 | 0 | 4  | 2  | +2 | 5 | Giành quyền vào vòng đấu loại trực tiếp |
| 2  | Thái Lan | 3  | 1 | 1 | 1 | 3  | 5  | −2 | 4 | Giành quyền vào vòng đấu loại trực tiếp |
| 3  | Bahrain  | 3  | 1 | 1 | 1 | 2  | 2  | 0  | 4 | Giành quyền vào vòng đấu loại trực tiếp |
| 4  | Ấn Độ    | 3  | 1 | 0 | 2 | 4  | 4  | 0  | 3 |                                         |

1. 1 2  Điểm đối đầu: Thái Lan 3, Bahrain 0.

| UAE                  | 1–1      | Bahrain          |
| -------------------- | -------- | ---------------- |
| - Khalil 88' (ph.đ.) | Chi tiết | - Al Romaihi 78' |

| Thái Lan     | 1–4      | Ấn Độ                                                   |
| ------------ | -------- | ------------------------------------------------------- |
| - Dangda 33' | Chi tiết | - Chhetri 27' (ph.đ.), 46' - Thapa 68' - Lalpekhlua 80' |

| Bahrain | 0–1      | Thái Lan        |
| ------- | -------- | --------------- |
|         | Chi tiết | - Chanathip 58' |

| Ấn Độ | 0–2      | UAE                                 |
| ----- | -------- | ----------------------------------- |
|       | Chi tiết | - Khalf. Mubarak 41' - Mabkhout 88' |

| UAE           | 1–1      | Thái Lan       |
| ------------- | -------- | -------------- |
| - Mabkhout 7' | Chi tiết | - Thitipan 41' |

| Ấn Độ | 0–1      | Bahrain                |
| ----- | -------- | ---------------------- |
|       | Chi tiết | - Rashid 90+1' (ph.đ.) |

### Bảng B

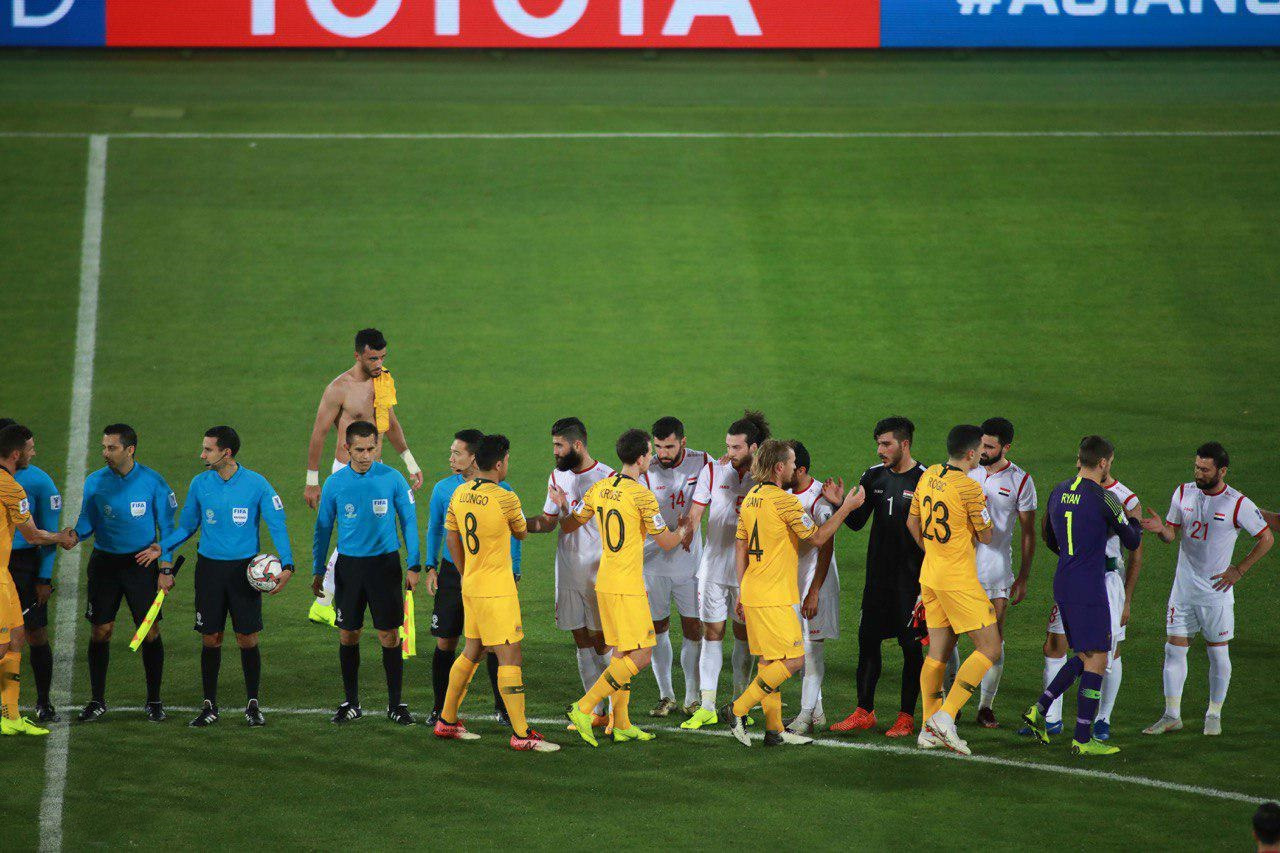
Cầu thủ của cả hai đội bắt tay nhau trước khi bắt đầu trận đấu giữa Úc và Syria

| VT | Đội       | ST | T | H | B | BT | BB | HS | Đ | Giành quyền tham dự                     |
| -- | --------- | -- | - | - | - | -- | -- | -- | - | --------------------------------------- |
| 1  | Jordan    | 3  | 2 | 1 | 0 | 3  | 0  | +3 | 7 | Giành quyền vào vòng đấu loại trực tiếp |
| 2  | Úc        | 3  | 2 | 0 | 1 | 6  | 3  | +3 | 6 | Giành quyền vào vòng đấu loại trực tiếp |
| 3  | Palestine | 3  | 0 | 2 | 1 | 0  | 3  | −3 | 2 |                                         |
| 4  | Syria     | 3  | 0 | 1 | 2 | 2  | 5  | −3 | 1 |                                         |

| Úc | 0–1      | Jordan            |
| -- | -------- | ----------------- |
|    | Chi tiết | - Bani Yaseen 26' |

| Syria | 0–0      | Palestine |
| ----- | -------- | --------- |
|       | Chi tiết |           |

| Jordan                         | 2–0      | Syria |
| ------------------------------ | -------- | ----- |
| - Al-Taamari 26' - Khattab 43' | Chi tiết |       |

| Palestine | 0–3      | Úc                                       |
| --------- | -------- | ---------------------------------------- |
|           | Chi tiết | - Maclaren 18' - Mabil 20' - Giannou 90' |

| Úc                                         | 3–2      | Syria                                |
| ------------------------------------------ | -------- | ------------------------------------ |
| - Mabil 41' - Ikonomidis 54' - Rogic 90+3' | Chi tiết | - Kharbin 43' - Al Somah 80' (ph.đ.) |

| Palestine | 0–0      | Jordan |
| --------- | -------- | ------ |
|           | Chi tiết |        |

### Bảng C
| VT | Đội         | ST | T | H | B | BT | BB | HS | Đ | Giành quyền tham dự                     |
| -- | ----------- | -- | - | - | - | -- | -- | -- | - | --------------------------------------- |
| 1  | Hàn Quốc    | 3  | 3 | 0 | 0 | 4  | 0  | +4 | 9 | Giành quyền vào vòng đấu loại trực tiếp |
| 2  | Trung Quốc  | 3  | 2 | 0 | 1 | 5  | 3  | +2 | 6 | Giành quyền vào vòng đấu loại trực tiếp |
| 3  | Kyrgyzstan  | 3  | 1 | 0 | 2 | 4  | 4  | 0  | 3 | Giành quyền vào vòng đấu loại trực tiếp |
| 4  | Philippines | 3  | 0 | 0 | 3 | 1  | 7  | −6 | 0 |                                         |

| Trung Quốc                            | 2–1      | Kyrgyzstan     |
| ------------------------------------- | -------- | -------------- |
| - Matyash 50' (l.n.) - Vũ Đại Bảo 78' | Chi tiết | - Israilov 42' |

| Hàn Quốc          | 1–0      | Philippines |
| ----------------- | -------- | ----------- |
| - Hwang Ui-jo 67' | Chi tiết |             |

| Philippines | 0–3      | Trung Quốc                         |
| ----------- | -------- | ---------------------------------- |
|             | Chi tiết | - Vũ Lỗi 40', 66' - Vũ Đại Bảo 80' |

| Kyrgyzstan | 0–1      | Hàn Quốc          |
| ---------- | -------- | ----------------- |
|            | Chi tiết | - Kim Min-jae 41' |

| Hàn Quốc                                    | 2–0      | Trung Quốc |
| ------------------------------------------- | -------- | ---------- |
| - Hwang Ui-jo 14' (ph.đ.) - Kim Min-jae 51' | Chi tiết |            |

| Kyrgyzstan          | 3–1      | Philippines   |
| ------------------- | -------- | ------------- |
| - Lux 24', 51', 77' | Chi tiết | - Schröck 80' |

### Bảng D

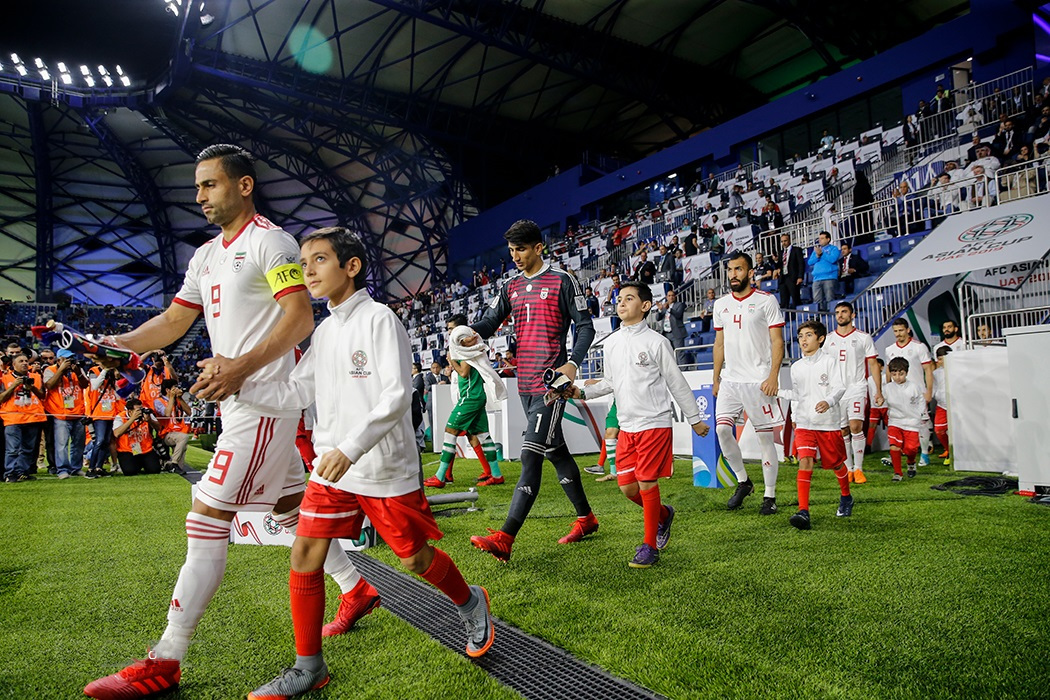
Đội tuyển quốc gia Iran bước vào sân vận động Al Maktoum trong trận đấu Iran vs. Iraq.

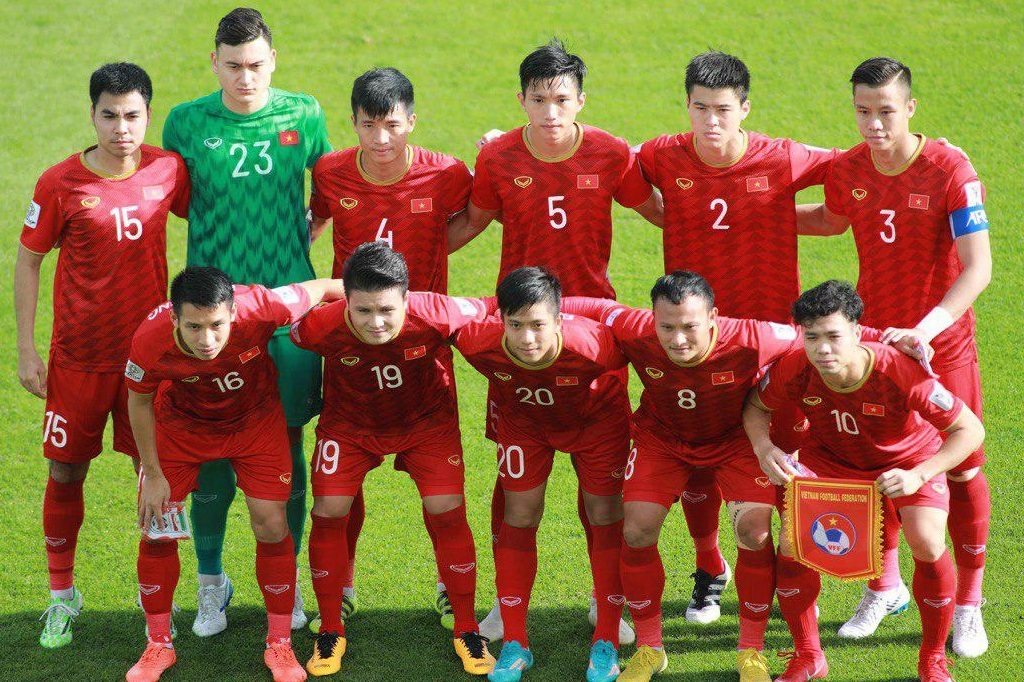
Đội hình ra sân của Đội tuyển quốc gia Việt Nam trong trận đấu giữa Việt Nam và Iran tại Asian Cup 2019

| VT | Đội      | ST | T | H | B | BT | BB | HS  | Đ | Giành quyền tham dự                     |
| -- | -------- | -- | - | - | - | -- | -- | --- | - | --------------------------------------- |
| 1  | Iran     | 3  | 2 | 1 | 0 | 7  | 0  | +7  | 7 | Giành quyền vào vòng đấu loại trực tiếp |
| 2  | Iraq     | 3  | 2 | 1 | 0 | 6  | 2  | +4  | 7 | Giành quyền vào vòng đấu loại trực tiếp |
| 3  | Việt Nam | 3  | 1 | 0 | 2 | 4  | 5  | −1  | 3 | Giành quyền vào vòng đấu loại trực tiếp |
| 4  | Yemen    | 3  | 0 | 0 | 3 | 0  | 10 | −10 | 0 |                                         |

| Iran                                                       | 5–0      | Yemen |
| ---------------------------------------------------------- | -------- | ----- |
| - Taremi 12', 25' - Dejagah 23' - Azmoun 53' - Ghoddos 78' | Chi tiết |       |

| Iraq                                 | 3–2      | Việt Nam                                   |
| ------------------------------------ | -------- | ------------------------------------------ |
| - M. Ali 35' - Tariq 60' - Adnan 90' | Chi tiết | - Faez 24' (l.n.) - Nguyễn Công Phượng 42' |

| Việt Nam | 0–2      | Iran              |
| -------- | -------- | ----------------- |
|          | Chi tiết | - Azmoun 38', 69' |

| Yemen | 0–3      | Iraq                                   |
| ----- | -------- | -------------------------------------- |
|       | Chi tiết | - M. Ali 11' - Resan 19' - Abbas 90+1' |

| Việt Nam                                          | 2–0      | Yemen |
| ------------------------------------------------- | -------- | ----- |
| - Nguyễn Quang Hải 38' - Quế Ngọc Hải 64' (ph.đ.) | Chi tiết |       |

| Iran | 0–0      | Iraq |
| ---- | -------- | ---- |
|      | Chi tiết |      |

### Bảng E

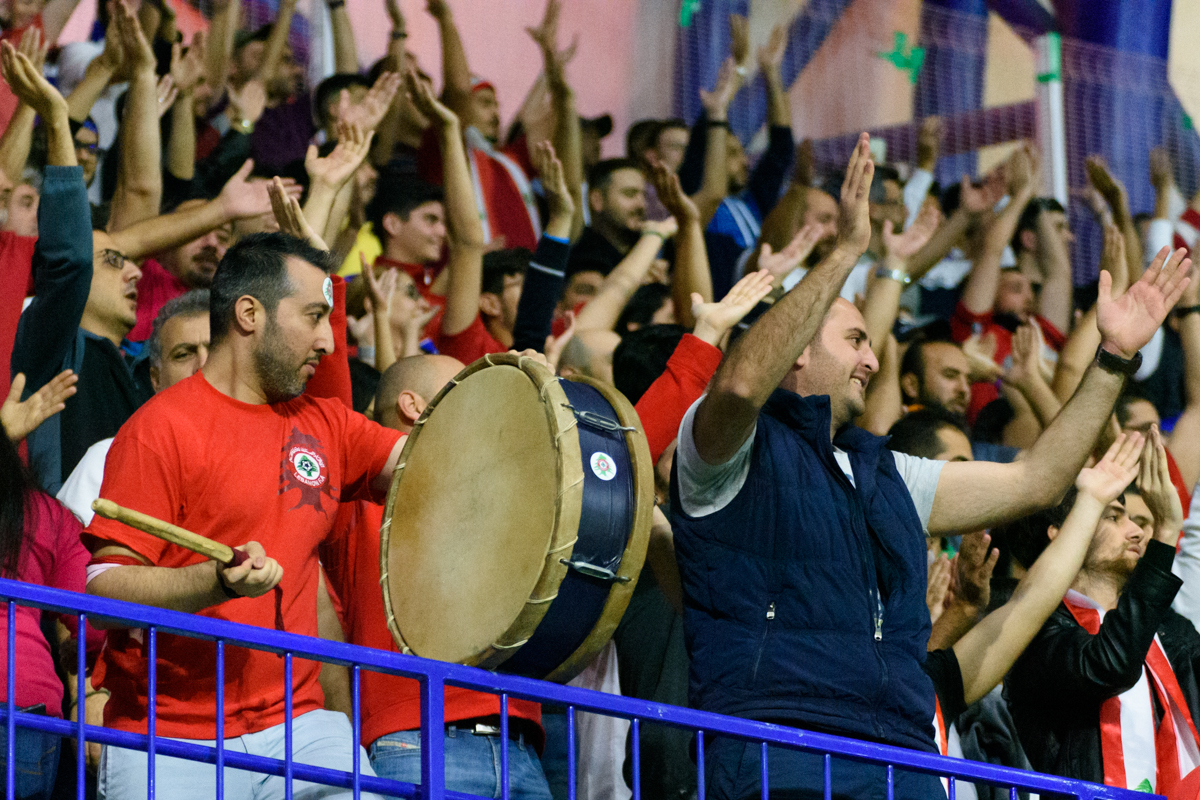
Cổ động viên Liban trong trận đấu Liban vs. Ả Rập Xê Út.

| VT | Đội               | ST | T | H | B | BT | BB | HS  | Đ | Giành quyền tham dự                     |
| -- | ----------------- | -- | - | - | - | -- | -- | --- | - | --------------------------------------- |
| 1  | Qatar             | 3  | 3 | 0 | 0 | 10 | 0  | +10 | 9 | Giành quyền vào vòng đấu loại trực tiếp |
| 2  | Ả Rập Xê Út       | 3  | 2 | 0 | 1 | 6  | 2  | +4  | 6 | Giành quyền vào vòng đấu loại trực tiếp |
| 3  | Liban             | 3  | 1 | 0 | 2 | 4  | 5  | −1  | 3 |                                         |
| 4  | CHDCND Triều Tiên | 3  | 0 | 0 | 3 | 1  | 14 | −13 | 0 |                                         |

| Ả Rập Xê Út                                                     | 4–0      | CHDCND Triều Tiên |
| --------------------------------------------------------------- | -------- | ----------------- |
| - Bahebri 28' - Al-Fatil 37' - Al-Dawsari 70' - Al-Muwallad 87' | Chi tiết |                   |

| Qatar                   | 2–0      | Liban |
| ----------------------- | -------- | ----- |
| - Al-Rawi 65' - Ali 79' | Chi tiết |       |

| Liban | 0–2      | Ả Rập Xê Út                        |
| ----- | -------- | ---------------------------------- |
|       | Chi tiết | - Al-Muwallad 12' - Al-Mogahwi 67' |

| CHDCND Triều Tiên | 0–6      | Qatar                                              |
| ----------------- | -------- | -------------------------------------------------- |
|                   | Chi tiết | - Ali 9', 11', 55', 60' - Khoukhi 43' - Hassan 68' |

| Ả Rập Xê Út | 0–2      | Qatar            |
| ----------- | -------- | ---------------- |
|             | Chi tiết | - Ali 45+1', 80' |

| Liban                                                             | 4–1      | CHDCND Triều Tiên    |
| ----------------------------------------------------------------- | -------- | -------------------- |
| - F. Michel Melki 27' - El-Helwe 65', 90+8' - Maatouk 80' (ph.đ.) | Chi tiết | - Pak Kwang-ryong 9' |

### Bảng F

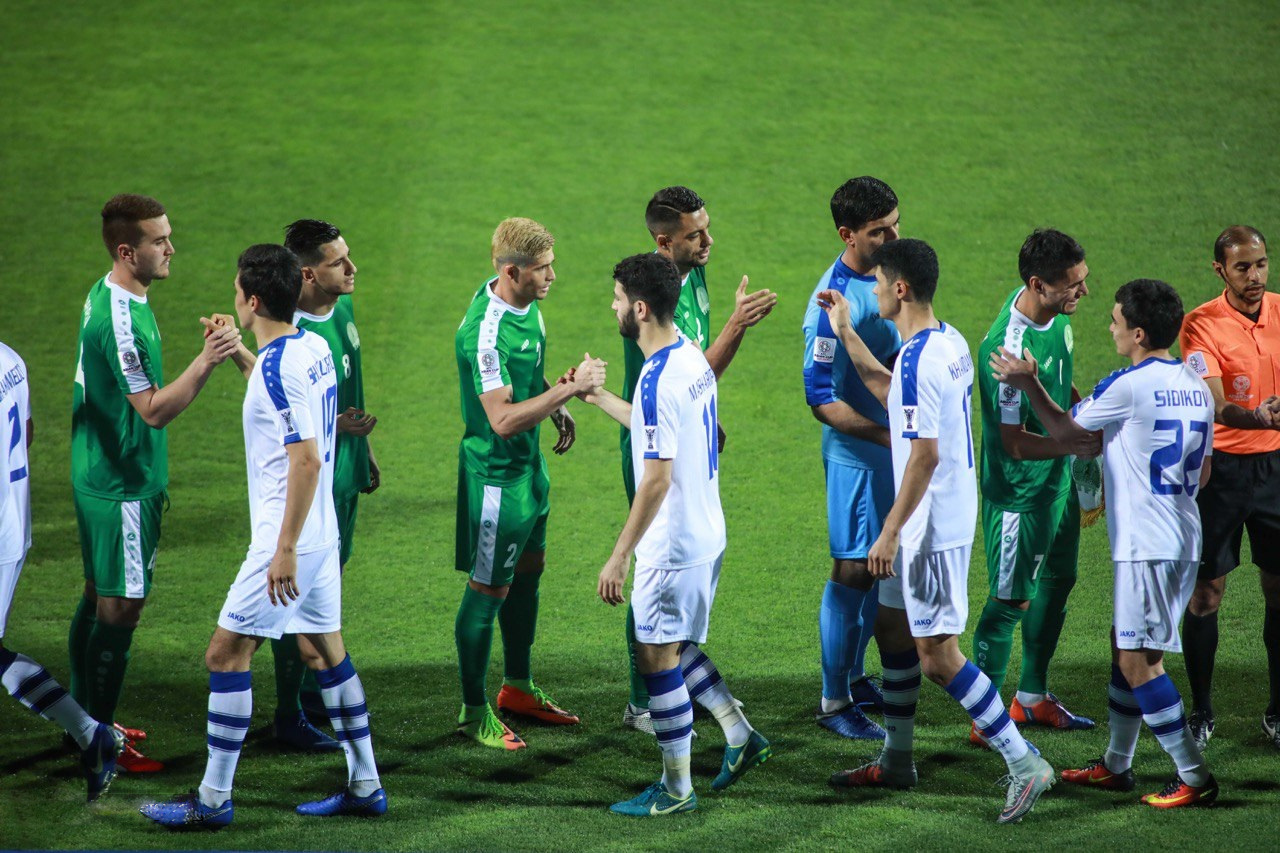
Turkmenistan vs. Uzbekistan

| VT | Đội          | ST | T | H | B | BT | BB | HS | Đ | Giành quyền tham dự                     |
| -- | ------------ | -- | - | - | - | -- | -- | -- | - | --------------------------------------- |
| 1  | Nhật Bản     | 3  | 3 | 0 | 0 | 6  | 3  | +3 | 9 | Giành quyền vào vòng đấu loại trực tiếp |
| 2  | Uzbekistan   | 3  | 2 | 0 | 1 | 7  | 3  | +4 | 6 | Giành quyền vào vòng đấu loại trực tiếp |
| 3  | Oman         | 3  | 1 | 0 | 2 | 4  | 4  | 0  | 3 | Giành quyền vào vòng đấu loại trực tiếp |
| 4  | Turkmenistan | 3  | 0 | 0 | 3 | 3  | 10 | −7 | 0 |                                         |

| Nhật Bản                    | 3–2      | Turkmenistan                      |
| --------------------------- | -------- | --------------------------------- |
| - Osako 56', 60' - Doan 71' | Chi tiết | - Amanow 26' - Ataýew 79' (ph.đ.) |

| Uzbekistan                     | 2–1      | Oman                  |
| ------------------------------ | -------- | --------------------- |
| - Ahmedov 34' - Shomurodov 85' | Chi tiết | - Mu. Al-Ghassani 72' |

| Oman | 0–1      | Nhật Bản                |
| ---- | -------- | ----------------------- |
|      | Chi tiết | - Haraguchi 28' (ph.đ.) |

| Turkmenistan | 0–4      | Uzbekistan                                           |
| ------------ | -------- | ---------------------------------------------------- |
|              | Chi tiết | - Sidikov 17' - Shomurodov 24', 42' - Masharipov 40' |

| Oman                                                 | 3–1      | Turkmenistan       |
| ---------------------------------------------------- | -------- | ------------------ |
| - Kano 20' - Mu. Al-Ghassani 84' - Al-Musalami 90+3' | Chi tiết | - Annadurdyýew 41' |

| Nhật Bản                  | 2–1      | Uzbekistan       |
| ------------------------- | -------- | ---------------- |
| - Muto 43' - Shiotani 58' | Chi tiết | - Shomurodov 40' |

### Xếp hạng các đội xếp thứ ba
| VT | Bg | Đội        | ST | T | H | B | BT | BB | HS | Đ | Giành quyền tham dự                     |
| -- | -- | ---------- | -- | - | - | - | -- | -- | -- | - | --------------------------------------- |
| 1  | A  | Bahrain    | 3  | 1 | 1 | 1 | 2  | 2  | 0  | 4 | Giành quyền vào vòng đấu loại trực tiếp |
| 2  | C  | Kyrgyzstan | 3  | 1 | 0 | 2 | 4  | 4  | 0  | 3 | Giành quyền vào vòng đấu loại trực tiếp |
| 3  | F  | Oman       | 3  | 1 | 0 | 2 | 4  | 4  | 0  | 3 | Giành quyền vào vòng đấu loại trực tiếp |
| 4  | D  | Việt Nam   | 3  | 1 | 0 | 2 | 4  | 5  | −1 | 3 | Giành quyền vào vòng đấu loại trực tiếp |
| 5  | E  | Liban      | 3  | 1 | 0 | 2 | 4  | 5  | −1 | 3 |                                         |
| 6  | B  | Palestine  | 3  | 0 | 2 | 1 | 0  | 3  | −3 | 2 |                                         |

1. 1 2  Điểm kỷ luật: Kyrgyzstan −5, Oman −6.
2. 1 2  Điểm kỷ luật: Việt Nam −5, Li Băng −7.

## Vòng đấu loại trực tiếp

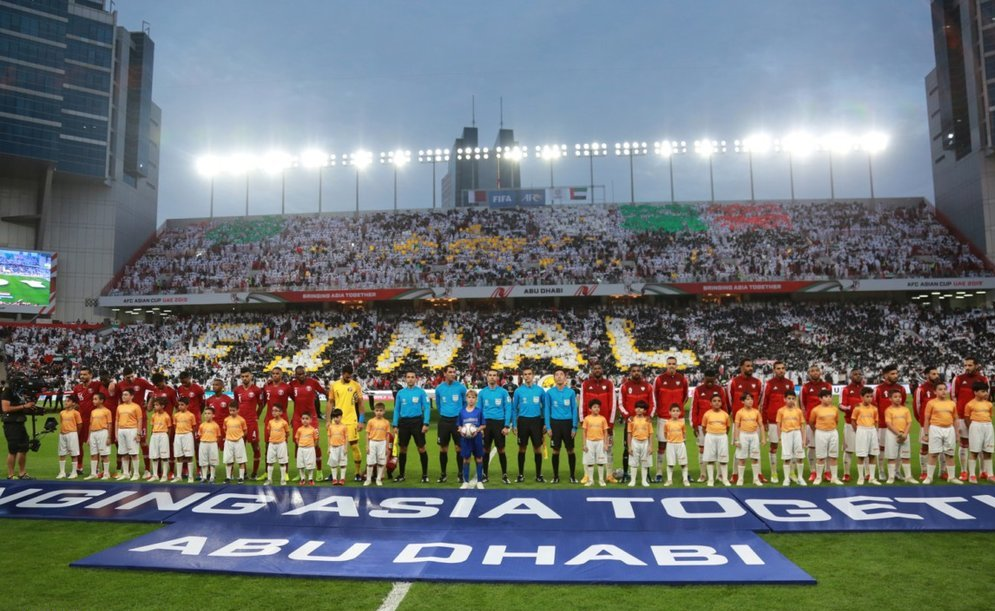
Đội hình cầu thủ trước khi bắt đầu trận Qatar vs. UAE.

Trong vòng đấu loại trực tiếp, hiệp phụ và loạt sút luân lưu được sử dụng để quyết định đội thắng nếu cần thiết. Cầu thủ dự bị thứ tư có thể được thực hiện trong hiệp phụ.

### Sơ đồ
|  | Vòng 16 đội                           | Vòng 16 đội                           |                                      |       | Tứ kết | Tứ kết |  |  | Bán kết | Bán kết |  |  | Chung kết | Chung kết |
|  |                                       |                                       |                                      |       |        |        |  |  |         |         |  |  |           |           |
|  | 20 tháng 1 – Hazza bin Zayed          |                                       |                                      |       |        |        |  |  |         |         |  |  |           |           |
|  |                                       |                                       |                                      |       |        |        |  |  |         |         |  |  |           |           |
|  | Thái Lan                              | 1                                     |                                      |       |        |        |  |  |         |         |  |  |           |           |
|  | Thái Lan                              | 1                                     | 24 tháng 1 – Mohammed bin Zayed      |       |        |        |  |  |         |         |  |  |           |           |
|  | Trung Quốc                            | 2                                     |                                      |       |        |        |  |  |         |         |  |  |           |           |
|  | Trung Quốc                            | 2                                     | Trung Quốc                           | 0     |        |        |  |  |         |         |  |  |           |           |
|  | 20 tháng 1 – Mohammed bin Zayed       |                                       | Trung Quốc                           | 0     |        |        |  |  |         |         |  |  |           |           |
|  |                                       | Iran                                  | 3                                    |       |        |        |  |  |         |         |  |  |           |           |
|  | Iran                                  | Iran                                  | 3                                    | 2     |        |        |  |  |         |         |  |  |           |           |
|  | Iran                                  |                                       | 28 tháng 1 – Hazza bin Zayed         | 2     |        |        |  |  |         |         |  |  |           |           |
|  | Oman                                  | 0                                     |                                      |       |        |        |  |  |         |         |  |  |           |           |
|  | Oman                                  | 0                                     | Iran                                 | 0     |        |        |  |  |         |         |  |  |           |           |
|  | 20 tháng 1 – Al Maktoum               |                                       | Iran                                 | 0     |        |        |  |  |         |         |  |  |           |           |
|  |                                       | Nhật Bản                              | 3                                    |       |        |        |  |  |         |         |  |  |           |           |
|  | Jordan                                | Nhật Bản                              | 3                                    | 1 (2) |        |        |  |  |         |         |  |  |           |           |
|  | Jordan                                | 24 tháng 1 – Al Maktoum               |                                      | 1 (2) |        |        |  |  |         |         |  |  |           |           |
|  | Việt Nam (p)                          | 1 (4)                                 |                                      |       |        |        |  |  |         |         |  |  |           |           |
|  | Việt Nam (p)                          | 1 (4)                                 | Việt Nam                             | 0     |        |        |  |  |         |         |  |  |           |           |
|  | 21 tháng 1 – Sharjah                  |                                       | Việt Nam                             | 0     |        |        |  |  |         |         |  |  |           |           |
|  |                                       | Nhật Bản                              | 1                                    |       |        |        |  |  |         |         |  |  |           |           |
|  | Nhật Bản                              | Nhật Bản                              | 1                                    | 1     |        |        |  |  |         |         |  |  |           |           |
|  | Nhật Bản                              |                                       | 1 tháng 2 – Thành phố Thể thao Zayed | 1     |        |        |  |  |         |         |  |  |           |           |
|  | Ả Rập Xê Út                           | 0                                     |                                      |       |        |        |  |  |         |         |  |  |           |           |
|  | Ả Rập Xê Út                           | 0                                     | Nhật Bản                             | 1     |        |        |  |  |         |         |  |  |           |           |
|  | 22 tháng 1 – Rashid                   |                                       | Nhật Bản                             | 1     |        |        |  |  |         |         |  |  |           |           |
|  |                                       | Qatar                                 | 3                                    |       |        |        |  |  |         |         |  |  |           |           |
|  | Hàn Quốc (s.h.p.)                     | Qatar                                 | 3                                    | 2     |        |        |  |  |         |         |  |  |           |           |
|  | Hàn Quốc (s.h.p.)                     | 25 tháng 1 – Thành phố Thể thao Zayed |                                      | 2     |        |        |  |  |         |         |  |  |           |           |
|  | Bahrain                               | 1                                     |                                      |       |        |        |  |  |         |         |  |  |           |           |
|  | Bahrain                               | 1                                     | Hàn Quốc                             | 0     |        |        |  |  |         |         |  |  |           |           |
|  | 22 tháng 1 – Al Nahyan                |                                       | Hàn Quốc                             | 0     |        |        |  |  |         |         |  |  |           |           |
|  |                                       | Qatar                                 | 1                                    |       |        |        |  |  |         |         |  |  |           |           |
|  | Qatar                                 | Qatar                                 | 1                                    | 1     |        |        |  |  |         |         |  |  |           |           |
|  | Qatar                                 |                                       | 29 tháng 1 – Mohammed bin Zayed      | 1     |        |        |  |  |         |         |  |  |           |           |
|  | Iraq                                  | 0                                     |                                      |       |        |        |  |  |         |         |  |  |           |           |
|  | Iraq                                  | 0                                     | Qatar                                | 4     |        |        |  |  |         |         |  |  |           |           |
|  | 21 tháng 1 – Thành phố Thể thao Zayed |                                       | Qatar                                | 4     |        |        |  |  |         |         |  |  |           |           |
|  |                                       | UAE                                   | 0                                    |       |        |        |  |  |         |         |  |  |           |           |
|  | UAE (s.h.p.)                          | UAE                                   | 0                                    | 3     |        |        |  |  |         |         |  |  |           |           |
|  | UAE (s.h.p.)                          | 25 tháng 1 – Hazza bin Zayed          |                                      | 3     |        |        |  |  |         |         |  |  |           |           |
|  | Kyrgyzstan                            | 2                                     |                                      |       |        |        |  |  |         |         |  |  |           |           |
|  | Kyrgyzstan                            | 2                                     | UAE                                  | 1     |        |        |  |  |         |         |  |  |           |           |
|  | 21 tháng 1 – Khalifa bin Zayed        |                                       | UAE                                  | 1     |        |        |  |  |         |         |  |  |           |           |
|  |                                       | Úc                                    | 0                                    |       |        |        |  |  |         |         |  |  |           |           |
|  | Úc (p)                                | Úc                                    | 0                                    | 0 (4) |        |        |  |  |         |         |  |  |           |           |
|  | Úc (p)                                |                                       |                                      | 0 (4) |        |        |  |  |         |         |  |  |           |           |
|  | Uzbekistan                            | 0 (2)                                 |                                      |       |        |        |  |  |         |         |  |  |           |           |
|  | Uzbekistan                            | 0 (2)                                 |                                      |       |        |        |  |  |         |         |  |  |           |           |

### Vòng 16 đội
| Qatar         | 1–0      | Iraq |
| ------------- | -------- | ---- |
| - Al-Rawi 62' | Chi tiết |      |

| Thái Lan       | 1–2      | Trung Quốc                           |
| -------------- | -------- | ------------------------------------ |
| - Supachai 31' | Chi tiết | - Tiêu Trí 67' - Cao Lâm 71' (ph.đ.) |

| Iran                                    | 2–0      | Oman |
| --------------------------------------- | -------- | ---- |
| - Jahanbakhsh 32' - Dejagah 41' (ph.đ.) | Chi tiết |      |

| Nhật Bản       | 1–0      | Ả Rập Xê Út |
| -------------- | -------- | ----------- |
| - Tomiyasu 20' | Chi tiết |             |

| UAE                                                | 3–2 (s.h.p.) | Kyrgyzstan                     |
| -------------------------------------------------- | ------------ | ------------------------------ |
| - Esmaeel 14' - Mabkhout 64' - Khalil 103' (ph.đ.) | Chi tiết     | - Murzaev 26' - Rustamov 90+1' |

| Hàn Quốc                                 | 2–1 (s.h.p.) | Bahrain          |
| ---------------------------------------- | ------------ | ---------------- |
| - Hwang Hee-chan 43' - Kim Jin-su 105+2' | Chi tiết     | - Al Romaihi 77' |

| Úc                                             | 0–0 (s.h.p.) | Uzbekistan                                      |
| ---------------------------------------------- | ------------ | ----------------------------------------------- |
|                                                | Chi tiết     |                                                 |
| Loạt sút luân lưu                              |              |                                                 |
| - Milligan - Behich - Kruse - Giannou - Leckie | 4–2          | - Shukurov - Tukhtakhodjaev - Alibaev - Bikmaev |

| Jordan                                  | 1–1 (s.h.p.) | Việt Nam                                                                            |
| --------------------------------------- | ------------ | ----------------------------------------------------------------------------------- |
| - Abdel-Rahman 39'                      | Chi tiết     | - Nguyễn Công Phượng 51'                                                            |
| Loạt sút luân lưu                       |              |                                                                                     |
| - Abdel-Rahman - Faisal - Samir - Ersan | 2–4          | - Quế Ngọc Hải - Đỗ Hùng Dũng - Lương Xuân Trường - Trần Minh Vương - Bùi Tiến Dũng |

### Tứ kết
| Việt Nam | 0–1      | Nhật Bản           |
| -------- | -------- | ------------------ |
|          | Chi tiết | - Doan 57' (ph.đ.) |

| Trung Quốc | 0–3      | Iran                                         |
| ---------- | -------- | -------------------------------------------- |
|            | Chi tiết | - Taremi 18' - Azmoun 31' - Ansarifard 90+1' |

| Hàn Quốc | 0–1      | Qatar       |
| -------- | -------- | ----------- |
|          | Chi tiết | - Hatem 78' |

| UAE            | 1–0      | Úc |
| -------------- | -------- | -- |
| - Mabkhout 68' | Chi tiết |    |

### Bán kết
| Iran | 0–3      | Nhật Bản                                   |
| ---- | -------- | ------------------------------------------ |
|      | Chi tiết | - Osako 56', 67' (ph.đ.) - Haraguchi 90+1' |

| Qatar                                                  | 4–0      | UAE |
| ------------------------------------------------------ | -------- | --- |
| - Khoukhi 22' - Ali 37' - Al-Haydos 80' - Ismail 90+3' | Chi tiết |     |

### Chung kết
| Nhật Bản       | 1–3      | Qatar                                        |
| -------------- | -------- | -------------------------------------------- |
| - Minamino 69' | Chi tiết | - Ali 12' - Hatem 27' - Ak. Afif 83' (ph.đ.) |

## Thống kê

### Cầu thủ ghi bàn
Đã có 130 bàn thắng ghi được trong 51 trận đấu, trung bình 2.55 bàn thắng mỗi trận đấu.
9 bàn thắng
- Almoez Ali

4 bàn thắng
- Sardar Azmoun
- Osako Yuya
- Ali Mabkhout
- Eldor Shomurodov

3 bàn thắng
- Mehdi Taremi
- Vitalij Lux

2 bàn thắng
- Awer Mabil
- Mohamed Al Romaihi
- Vũ Đại Bảo
- Vũ Lỗi
- Sunil Chhetri
- Ashkan Dejagah
- Mohanad Ali
- Doan Ritsu
- Haraguchi Genki
- Hilal El-Helwe
- Muhsen Al-Ghassani
- Bassam Al-Rawi
- Abdulaziz Hatem
- Boualem Khoukhi
- Fahad Al-Muwallad
- Hwang Ui-jo
- Kim Min-jae
- Ahmed Khalil
- Nguyễn Công Phượng

1 bàn thắng
- Apostolos Giannou
- Chris Ikonomidis
- Jamie Maclaren
- Tom Rogic
- Jamal Rashid
- Cao Lâm
- Tiêu Trí
- Jeje Lalpekhlua
- Anirudh Thapa
- Karim Ansarifard
- Saman Ghoddos
- Alireza Jahanbakhsh
- Alaa Abbas
- Ali Adnan
- Bashar Resan
- Humam Tariq
- Minamino Takumi
- Muto Yoshinori
- Shiotani Tsukasa
- Tomiyasu Takehiro
- Baha' Abdel-Rahman
- Musa Al-Taamari
- Anas Bani Yaseen
- Tareq Khattab
- Akhlidin Israilov
- Mirlan Murzaev
- Tursunali Rustamov
- Hassan Maatouk
- Felix Michel Melki
- Pak Kwang-ryong
- Mohammed Al-Musalami
- Ahmed Kano
- Stephan Schröck
- Akram Afif
- Hassan Al-Haydos
- Abdelkarim Hassan
- Hamid Ismail
- Salem Al-Dawsari
- Mohammed Al-Fatil
- Housain Al-Mogahwi
- Hattan Bahebri
- Hwang Hee-chan
- Kim Jin-su
- Omar Al Somah
- Omar Kharbin
- Chanathip Songkrasin
- Supachai Jaided
- Teerasil Dangda
- Thitipan Puangchan
- Arslanmyrat Amanow
- Altymyrat Annadurdyýew
- Ahmet Ataýew
- Khamis Esmaeel
- Khalfan Mubarak
- Odil Ahmedov
- Jaloliddin Masharipov
- Javokhir Sidikov
- Nguyễn Quang Hải
- Quế Ngọc Hải

1 bàn phản lưới nhà
- Pavel Matyash (trong trận gặp Trung Quốc)
- Ali Faez (trong trận gặp Việt Nam)

### Kỷ luật
Một cầu thủ bị treo giò cho trận đấu tiếp theo nếu như:
- Nhận một thẻ đỏ (số trận treo giò có thể tăng phụ thuộc vào mức độ nghiêm trọng của lỗi)
- Nhận hai thẻ vàng trong hai trận đấu; quy định này không có hiệu lực sau vòng tứ kết (thẻ vàng bị treo giò không được chuyển tiếp đến bất kỳ trận đấu quốc tế nào khác)

Các cầu thủ đã bị treo giò trong giải đấu này:
| Cầu thủ             | Lỗi | Đình chỉ                                         |
| ------------------- | --- | ------------------------------------------------ |
| Trịnh Trí           | trong vòng loại vs Qatar (vòng loại; 5 tháng 9 năm 2017)                                                     | Bảng C vs Kyrgyzstan (lượt trận 1; 7 tháng 1)    |
| Mohammed Saleh      | trong bảng B vs Syria (lượt trận 1; 6 tháng 1)                                                               | Bảng B vs Úc (lượt trận 2; 11 tháng 1)           |
| Han Kwang-song      | trong bảng E vs Ả Rập Xê Út (lượt trận 1; 8 tháng 1)                                                         | Bảng E vs Qatar (lượt trận 2; 13 tháng 1)        |
| Egor Krimets        | trong bảng F vs Oman (lượt trận 1; 9 tháng 1)                                                                | Bảng F vs Turkmenistan (lượt trận 2; 13 tháng 1) |
| Pansa Hemviboon     | trong bảng A vs Ấn Độ (lượt trận 1; 6 tháng 1) · trong bảng A vs Bahrain (lượt trận 2; 10 tháng 1)           | Bảng A vs UAE (lượt trận 3; 14 tháng 1)          |
| Musa Al-Taamari     | trong bảng B vs Úc (lượt trận 1; 6 tháng 1) · trong bảng B vs Syria (lượt trận 2; 10 tháng 1)                | Bảng B vs Palestine (lượt trận 3; 15 tháng 1)    |
| Trent Sainsbury     | trong bảng B vs Jordan (lượt trận 1; 6 tháng 1) · trong bảng B vs Palestine (lượt trận 2; 11 tháng 1)        | Bảng B vs Syria (lượt trận 3; 15 tháng 1)        |
| Jonathan Cantillana | trong bảng B vs Syria (lượt trận 1; 6 tháng 1) · trong bảng B vs Úc (lượt trận 2; 11 tháng 1)                | Bảng B vs Jordan (lượt trận 3; 15 tháng 1)       |
| Lee Yong            | trong bảng C vs Philippines (lượt trận 1; 7 tháng 1) · trong bảng C vs Kyrgyzstan (lượt trận 2; 11 tháng 1)  | Bảng C vs Trung Quốc (lượt trận 3; 16 tháng 1)   |
| Đỗ Duy Mạnh         | trong bảng D vs Iraq (lượt trận 1; 8 tháng 1) · trong bảng D vs Iran (lượt trận 2; 12 tháng 1)               | Bảng D vs Yemen (lượt trận 3; 16 tháng 1)        |
| Salem Al-Dawsari    | trong bảng E vs CHDCND Triều Tiên (lượt trận 1; 8 tháng 1) · trong bảng E vs Liban (lượt trận 2; 12 tháng 1) | Bảng E vs Qatar (lượt trận 3; 17 tháng 1)        |
| Ri Il-jin           | trong bảng E vs Ả Rập Xê Út (lượt trận 1; 8 tháng 1) · trong bảng E vs Qatar (lượt trận 2; 13 tháng 1)       | Bảng E vs Liban (lượt trận 3; 17 tháng 1)        |
| Jong Il-gwan        | trong bảng E vs Qatar (lượt trận 2; 13 tháng 1)                                                              | Bảng E vs Liban (lượt trận 3; 17 tháng 1)        |
| Suphan Thongsong    | trong bảng A vs Bahrain (lượt trận 2; 10 tháng 1) · trong bảng A vs UAE (lượt trận 3; 14 tháng 1)            | Vòng 16 đội vs Trung Quốc (20 tháng 1)           |
| Trương Lâm Bồng     | trong bảng C vs Hàn Quốc (lượt trận 3; 16 tháng 1) · trong vòng 16 đội vs Thái Lan (20 tháng 1)              | Tứ kết vs Iran (24 tháng 1)                      |
| Vahid Amiri         | trong bảng D vs Iraq (lượt trận 3; 16 tháng 1) · trong vòng 16 đội vs Oman (20 tháng 1)                      | Tứ kết vs Trung Quốc (24 tháng 1)                |
| Muto Yoshinori      | trong bảng F vs Uzbekistan (lượt trận 3; 17 tháng 1) · trong vòng 16 đội vs Ả Rập Xê Út (21 tháng 1)         | Tứ kết vs Việt Nam (24 tháng 1)                  |
| Tom Rogic           | trong bảng B vs Palestine (lượt trận 2; 11 tháng 1) · trong vòng 16 đội vs Uzbekistan (21 tháng 1)           | Tứ kết vs UAE (25 tháng 1)                       |
| Khamis Esmaeel      | trong bảng A vs Bahrain (lượt trận 1; 5 tháng 1) · trong vòng 16 đội vs Kyrgyzstan (21 tháng 1)              | Tứ kết vs Úc (25 tháng 1)                        |
| Abdelkarim Hassan   | trong bảng E vs CHDCND Triều Tiên (lượt trận 2; 13 tháng 1) · trong vòng 16 đội vs Iraq (22 tháng 1)         | Tứ kết vs Hàn Quốc (25 tháng 1)                  |
| Assim Madibo        | trong bảng E vs Ả Rập Xê Út (lượt trận 3; 17 tháng 1) · trong vòng 16 đội vs Iraq (22 tháng 1)               | Tứ kết vs Hàn Quốc (25 tháng 1)                  |
| Mehdi Taremi        | trong bảng D vs Việt Nam (lượt trận 2; 12 tháng 1) · trong tứ kết vs Trung Quốc (24 tháng 1)                 | Bán kết vs Nhật Bản (28 tháng 1)                 |
| Abdulaziz Hatem     | trong bảng E vs Ả Rập Xê Út (lượt trận 3; 17 tháng 1) · trong tứ kết vs Hàn Quốc (25 tháng 1)                | Bán kết vs UAE (29 tháng 1)                      |
| Bassam Al-Rawi      | trong vòng 16 đội vs Iraq (22 tháng 1) · trong tứ kết vs Hàn Quốc (25 tháng 1)                               | Bán kết vs UAE (29 tháng 1)                      |

### Đội hình tiêu biểu của giải
8 cầu thủ của đội vô địch Qatar và 5 cầu thủ của đội Á quân Nhật Bản được chọn vào đội hình tiêu biểu của giải. Sáu cầu thủ từ các đội lọt vào bán kết (Iran và Các Tiểu vương quốc Ả Rập Thống nhất) cũng được chọn. Ngoài ra, bốn cầu thủ từ các đội lọt vào vòng tứ kết đã được chọn. Nguyễn Quang Hải trở thành cầu thủ Đông Nam Á thứ hai góp mặt trong đội hình tiêu biểu của giải đấu sau Soh Chin Ann năm 1980.
| Thủ môn                                        | Hậu vệ                                                                                                   | Tiền vệ                                                                                | Tiền đạo                                                                            |
| ---------------------------------------------- | --- | -------------------------------------------------------------------------------------- | ----------------------------------------------------------------------------------- |
| Saad Al Sheeb Shūichi Gonda Alireza Beiranvand | Abdelkarim Hassan Bassam Al-Rawi Boualem Khoukhi Yuto Nagatomo Maya Yoshida Bandar Al-Ahbabi Kim Min-jae | Abdulaziz Hatem Hassan Al-Haydos Gaku Shibasaki Ashkan Dejagah Omid Ebrahimi Tom Rogic | Almoez Ali Akram Afif Yuya Osako Sardar Azmoun Ali Mabkhout Wu Lei Nguyễn Quang Hải |

## Tiếp thị

### Biểu trưng và khẩu hiệu
Biểu trưng chính thức của Cúp bóng đá châu Á 2019 đã được công bố vào ngày 23 tháng 1 năm 2017 ở Abu Dhabi trong lễ bốc thăm cho vòng 3 của vòng loại Cúp bóng đá châu Á 2019. Những màu sắc được sử dụng trong biểu trưng bắt nguồn từ lá cờ của UAE. Bảy hình lục giác được hình thành bởi dải ruy băng màu đại diện cho bảy tiểu vương quốc của quốc gia chủ nhà. Các mô hình lục giác xen kẽ của biểu trưng được lấy cảm hứng từ nghệ thuật Hồi giáo, cũng như truyền thống người tiểu quốc cũ của việc sử dụng lá cọ, địa phương gọi là saf, trong dệt. Vòng tròn bên ngoài cùng với thiết kế hình học bên trong nó tượng trưng môn thể thao bóng đá.
Khẩu hiệu "Đem Châu Á đến cùng nhau" (tiếng Anh: "Bringing Asia Together", tiếng Ả Rập: "جلب آسيا معا") đã ra mắt vào ngày 5 tháng 1 năm 2018, một năm trước khi giải đấu diễn ra.

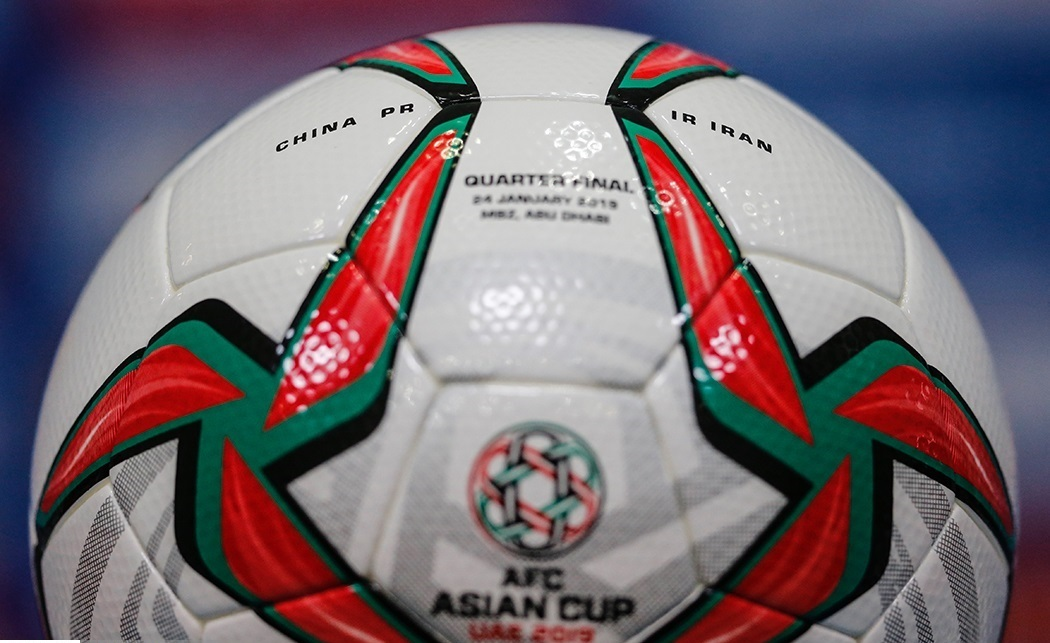
Bóng đá Molten Acentec được sử dụng trong giải đấu.

### Bóng thi đấu
Bóng thi đấu chính thức của giải đấu được cung cấp bởi Tập đoàn Molten. Theo AFC, bóng thi đấu này được gọi là Molten Acentec.

### Linh vật
Trong lễ bốc thăm chung kết vào ngày 4 tháng 5 năm 2018, hai linh vật chính thức của giải đấu là Mansour và Jarrah đã được công bố. Mansour là một đứa trẻ thích chơi bóng đá người Ả Rập điển hình với tốc độ cực nhanh, trong khi Jarrah là một chú chim ưng Ả Rập.

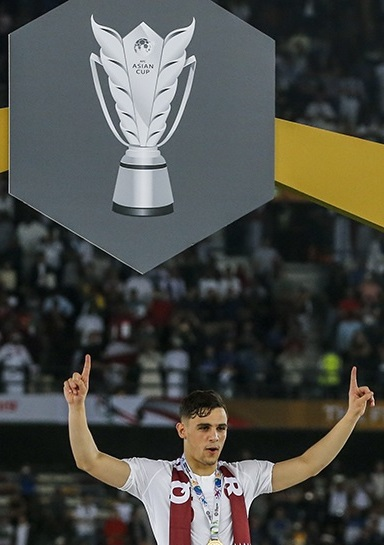
Cúp vô địch chính thức mới

### Chiếc cúp
Trong lễ bốc thăm cho vòng bảng năm 2019 vào ngày 4 tháng 5 năm 2018 tại Burj Khalifa ở Dubai, một chiếc cúp hoàn toàn mới do Thomas Lyte thực hiện đã được tiết lộ. Chiếc cúp được làm bằng bạc, cao 78 cm, rộng 42 cm và nặng 15 kg. Chiếc cúp được mô phỏng theo hoa sen, một loài thực vật thủy sinh quan trọng mang tính biểu tượng và năm cánh hoa sen tượng trưng cho năm tiểu liên đoàn thuộc AFC. Tên đội vô địch được khắc xung quanh chiếc cúp.

### Tiền thưởng
Tổng số tiền thưởng cho giải đấu là 14.800.000 đô la Mỹ. Đội vô địch sẽ nhận được 5 triệu đô la Mỹ, đội á quân sẽ nhận được 3 triệu đô la Mỹ và các đội thua ở bán kết sẽ nhận được 1 triệu đô la Mỹ. Tất cả 24 đội tuyển tham dự cũng nhận được 200.000 đô la Mỹ.

### Khẩu hiệu xe buýt đội

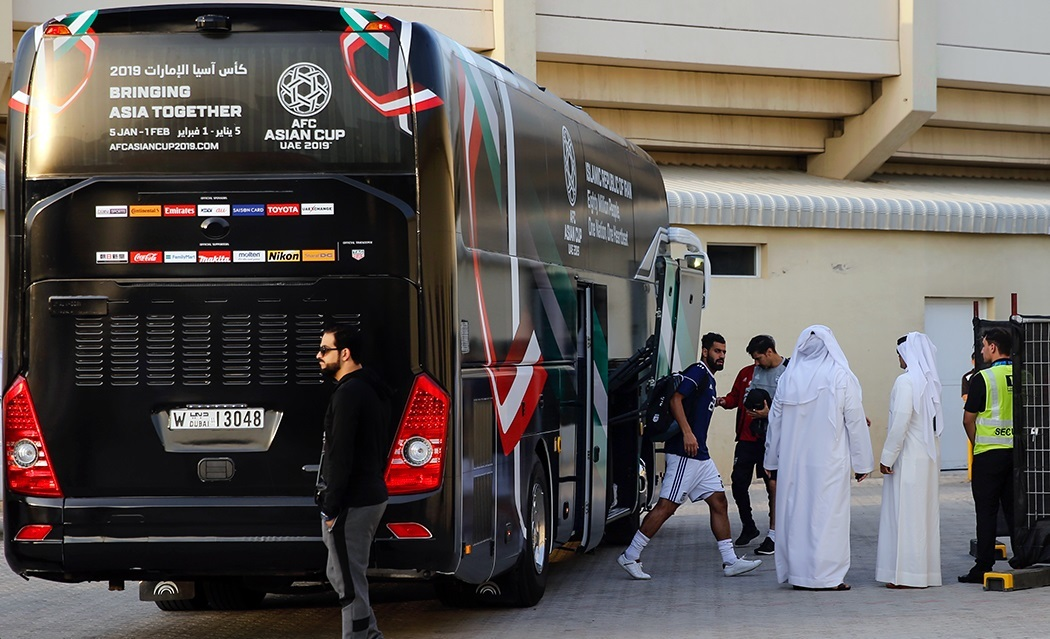
Xe buýt của đội tuyển quốc gia Iran

Ban tổ chức giải đấu đã tổ chức một cuộc thi mà những người hâm mộ phải lựa chọn và bỏ phiếu cho các khẩu hiệu được sử dụng trên các xe buýt đội của 24 đội tuyển quốc gia tham gia.

### Bài hát chính thức
Ca khúc chủ đề của Asian Cup năm nay mang tên “Zanaha Zayed” (Mang châu Á lại gần nhau) , được viết bởi nhạc sĩ Arif Al Khaja. Ca khúc được ba ca sỹ nổi tiếng nhất UAE là Hussain Al Jassmi, Eida Al Menhali và Balqees Ahmed Fathi trình bày trong lễ khai mạc giải đấu.

## Phát sóng
Giải đấu đã được phát sóng trực tiếp qua khoảng 80 kênh truyền hình trên toàn thế giới. 800 triệu người được dự kiến sẽ theo dõi các trận đấu, với giải đấu tiếp cận khán giả truyền hình tiềm năng với hơn 2,5 tỷ người. Dưới đây là danh sách chủ sở hữu bản quyền phát sóng đã được xác nhận cho Cúp bóng đá châu Á 2019.
ESPN5 đã thực hiện một "gói thầu cạnh tranh" để phát sóng giải đấu trên truyền hình miễn phí tại Philippines nhưng gói thầu đó không được AFC chấp nhận.
Ở Trung Đông, nơi BeIN Sports có trụ sở tại Qatar có bản quyền phát sóng Asian Cup trong khu vực, BeoutQ (được cho là do Ả Rập Xê Út hậu thuẫn) đã phát sóng bất hợp pháp giải đấu như một phần của xung đột ủy nhiệm trong cuộc khủng hoảng ngoại giao giữa Qatar và các nước Ả Rập. AFC đã lên án việc phát sóng của BeoutQ là "dai dẳng và bất hợp pháp".
Lần đầu tiên kể từ khi Israel bị khai trừ khỏi Liên đoàn bóng đá châu Á, UAE đã cho phép kênh truyền hình Sport 5 của Israel phát sóng trực tiếp giải đấu. Đây được coi là một động thái cho thấy mối quan hệ ấm lên giữa Israel và UAE. Sport 5 đã chính thức phát sóng trận khai mạc giữa UAE và Bahrain, và tiếp tục cho đến hết giải đấu. Một năm sau giải đấu, Israel và UAE đã chính thức bình thường hóa quan hệ.
Tại Việt Nam, toàn bộ 51 trận đấu được trực tiếp trên hai kênh VTV5, VTV6. Ngoài ra, Fox Sports tường thuật trực tiếp bằng tiếng Việt các trận đấu của Đội tuyển bóng đá quốc gia Việt Nam.
| Quốc gia/Vùng lãnh thổ | Truyền hình        | Trực tuyến          | TK     |
| --- | ------------------ | ------------------- | ------ |
| Trung Đông và Bắc Phi | BeIN Sports        | BeIN Sports Connect |        |
| Mỹ Anglo - Canada - Hoa Kỳ |                    | DAZN                | [ 47 ] |
| Các quốc gia Balkan - Albania - Bosnia và Herzegovina - Croatia - Kosovo - Macedonia - Montenegro - Serbia - Slovenia                | Arena Sport        | Klik Sport          |        |
| Afghanistan | Lemar TV           |                     |        |
| Úc | Fox Sports         | Foxtel Go           | [ 48 ] |
| Úc | Fox Sports         | MyFootball          |        |
| Úc | Fox Sports         | Kayo Sports         |        |
| Campuchia | BTV News           |                     |        |
| Trung Quốc | CCTV               | PPTV                |        |
| Trung Quốc | CCTV               | Youku               |        |
| Pháp | BeIN Sports        | BeIN Sports Connect | [ 49 ] |
| Hồng Kông | Fox Sports         | Fox+                | [ 50 ] |
| Papua New Guinea | Fox Sports         | Fox+                | [ 50 ] |
| Đông Nam Á - Brunei - Campuchia - Indonesia - Lào - Malaysia - Myanmar - Philippines - Singapore - Thái Lan - Timor Leste - Việt Nam | Fox Sports         | Fox+                | [ 50 ] |
| Taiwan | Fox Sports         | Fox+                |        |
| Ấn Độ | Star Sports        | Hotstar             | [ 51 ] |
| Iran | IRIB TV3           | Anten               |        |
| Iran | Varzesh            | Anten               |        |
| Nhật Bản | TV Asahi           |                     |        |
| Nhật Bản | NHK BS1            |                     |        |
| Kyrgyzstan | KTRK Sport         |                     |        |
| Liban | Télé Liban         |                     | [ 52 ] |
| Qatar | Al Kass            |                     |        |
| Hàn Quốc | JTBC               |                     |        |
| Hàn Quốc | JTBC3 Fox Sports   |                     |        |
| Thái Lan | Channel 7          | Bugaboo TV          |        |
| Turkmenistan | Turkmenistan Sport |                     |        |
| Anh Quốc - Anh - Bắc Ireland - Scotland - Bản mẫu:WLS                                                                                |                    | Bet365              | [ 53 ] |
| Uzbekistan | Sport-UZ           | Mediabay            |        |
| Việt Nam | VTV                | VTV Go              |        |

1. ↑  DAZN chỉ trực tiếp 7 trên 51 trận, bắt đầu từ vòng tứ kết.
2. ↑  Chỉ trực tiếp chung kết, có tóm tắt của tất cả các trận đấu.
3. ↑  Fox+ chỉ phát sóng toàn bộ 51 trận cho khán giả Hồng Kông, Philippines, Singapore và Đài Loan.
4. ↑  Chỉ các trận có Liban.
5. ↑  Channel 7 chỉ trực tiếp các trận có Thái Lan. Tất cả 51 trận được trực tiếp miễn phí trên Bugaboo TV.

Kết thúc giải đấu, AFC thông báo rằng Asian Cup 2019 là giải đấu hấp dẫn nhất trong lịch sử trên tất cả các nền tảng xã hội, đạt 169,4 triệu lượt xem, tăng hơn 15 lần so với con số 11 triệu lượt của AFC Asian Cup 2015.
Bản quyền phát sóng giải đấu được Lagardère Sports phân phối.

## Tranh cãi
Kỷ lục về lượng khán giả ít ỏi được xem là một vấn đề cho UAE, nhưng các quan chức Cúp bóng đá châu Á tin rằng chắc chắn giải đấu sẽ thu hút số lượng quan tâm đáng kể.